# Aloe ambigens
Aloe ambigens ist eine Pflanzenart der Gattung der Aloen in der Unterfamilie der Affodillgewächse (Asphodeloideae). Das Artepitheton ambigens stammt aus dem Lateinischen und bedeutet ‚zweifeln‘. Die Bedeutung ist unklar.

## Beschreibung

### Vegetative Merkmale
Aloe ambigens wächst stammbildend und verzweigend. Die Triebe erreichen eine Länge von bis zu 40 Zentimeter. Die fünf bis 15 Laubblätter bilden lockere Rosetten. Die glauk-grüne Blattspreite ist bis zu 20 Zentimeter lang und 2 bis 3 Zentimeter breit. Manchmal ist sie mit wenigen helleren Flecken besetzt. Die weißen Zähne am Blattrand sind bis zu 1 Millimeter lang und stehen 10 bis 20 Millimeter voneinander entfernt.

### Blütenstände und Blüten
Der Blütenstand besteht aus bis zu acht Zweigen und erreicht eine Länge von bis zu 100 Zentimeter. Die lockeren, zylindrischen Trauben sind 4 bis 12 Zentimeter lang. Die Brakteen weisen eine Länge von 5 Millimeter auf und sind 3 Millimeter breit. Die roten oder gelben Blüten stehen an 4 Millimeter langen Blütenstielen. Die Blüten sind 20 bis 24 Millimeter lang. Auf Höhe des Fruchtknotens weisen die Blüten einen Durchmesser von 7 Millimeter auf. Ihre äußeren Perigonblätter sind auf einer Länge von 6 Millimetern nicht miteinander verwachsen. Die Staubblätter und der Griffel ragen kaum aus der Blüte heraus.

## Systematik und Verbreitung
Aloe ambigens ist in Somalia in der Region Mudug zwischen Attodi und Dolobscio bei Hobbiyo im Buschland an steilen Kalkfelsflächen in Höhen von 1700 bis 2000 Metern verbreitet. Die Art ist nur vom Typusfundort bekannt.
Die Erstbeschreibung durch Emilio Chiovenda wurde 1928 veröffentlicht.

## Nachweise